# Larry Hillblom
Larry Lee Hillblom (* 12. Mai 1943; † 21. Mai 1995 bei Saipan) war ein amerikanischer Unternehmer. Er war 1969 Gründungsmitglied des internationalen Kurier-Unternehmens DHL, das 2002 von der Deutschen Post AG übernommen wurde. Der Buchstabe H in DHL geht auf den Anfangsbuchstaben seines Nachnamens zurück.

## Leben
Hillblom wuchs in Zentralkalifornien auf. Er war 1969 einer der Gründer von DHL, als er noch Jura-Student an der University of California, Berkeley war. Auf die Idee kam er Mitte der 1960er Jahre durch einen Studentenjob, bei dem er als Flugpassagier Geschäftspapiere zwischen den Großräumen Los Angeles und San Francisco transportierte. Damals gab es noch kein Telefax und keine Zustellung am nächsten Tag; mit dem Kurierdienst tat sich  eine boomende Job-Nische auf. 1969 traf er zufällig den Handelsvertreter Adrian Dalsey (D in DHL) und sie beschlossen eine Firma zu gründen. Das L in DHL stand für Robert Lynn einen dritten Gründer und Investor, der von den beiden Mitgründern schnell ausgebootet wurde. Schließlich verließ auch Dalsey die Firma, die Hillblom nunmehr alleine führte. DHL konzentrierte sich anfangs auf den pazifischen Raum und Hillblom begann mit einem Distributionszentrum auf Honolulu. Nach dem erfolgreichen Aufbau von DHL in den 1970ern verlor er das Interesse an der operativen Unternehmensführung.
1980 zog Hillblom nach Guam, 1981 verlegte er seinen ständigen Wohnsitz auf die Pazifik-Insel Saipan, ein Steuerparadies und Außengebiet der USA. Er engagierte sich dort auch politisch und verbrachte viel Zeit mit Gerichtsprozessen, zum Beispiel in einem Kampf mit Continental Airlines um die Übernahme von Air Micronesia, aber auch in Unabhängigkeitsbestrebungen von Saipan von den USA. Er wurde sogar zum Richter am Obersten Gerichtshof in Saipan ernannt. Zuletzt zog er in ein Dorf in Vietnam.
Trotz eines US-Embargos gegen Vietnam investierte Hillblom nach einem Besuch in der zentralvietnamesischen Stadt Đà Lạt in ein Hotel aus der Kolonialzeit Frankreichs. Die Eröffnung des Hotels (heute: „Sofitel Dalat“) erlebte er allerdings nicht mehr. 
Hillblom war für seinen bizarren Lebenswandel bekannt und kaufte europäische Schlösser, Hotels und die Fluggesellschaft Continental Micronesia. Seine Teilnahme an "Sex-Safaris", bei denen er jungfräuliche Teenager aus Vietnam und den Philippinen missbrauchte, brachte ihm in den Erbstreitigkeiten nach seinem Tod von einem Klägeranwalt die Bezeichnung „pädophil“ ein.
Hillblom starb am 21. Mai 1995 bei dem Absturz eines von ihm gesteuerten Wasserflugzeugs aus dem Zweiten Weltkrieg nahe der Pazifik-Insel Saipan. Sein Leichnam wurde nie gefunden. Bereits 1993 hatte er einen Flugzeugabsturz auf der Nachbarinsel Tinian schwerverletzt überlebt. 
Testamentarisch hatte er 1982 verfügt, dass sein Erbe an die University of California, San Francisco gehen sollte. Nach dem Recht der Nördlichen Marianen sind auch nach Testamentserstellung geborene leibliche Kinder erbberechtigt. Nach seinem Tode strengten tatsächliche und vermeintliche Kinder daraufhin mehrere Prozesse an. Seinen beiden Brüdern hatte Hillblom jeweils 300.000 US-Dollar vermacht. An vier Kinder in Vietnam, den Philippinen und Palau wurden nach DNA-Analysen jeweils 90 Mio. US-Dollar aus dem Erbe ausgezahlt. Das Gesamtvermögen des DHL-Gründers wurde damals auf rund 600 Millionen US-Dollar geschätzt. 
Die University of California, San Francisco erhielt 1998 aus der Erbmasse von Larry Hillblom 240 Millionen US-Dollar für medizinische Forschungszwecke.